# Simulium hukaense
Simulium hukaense es una especie de insecto del género Simulium, familia Simuliidae, orden Diptera.
Fue descrita científicamente por Sechan, 1983.